# Glinno (Nowy Tomyśl)
Pour les articles homonymes, voir Glinno.
Glinno (prononciation : [ˈɡlinnɔ]) est un village polonais de la gmina de Nowy Tomyśl dans le powiat de Nowy Tomyśl de la voïvodie de Grande-Pologne dans le centre-ouest de la Pologne.
Il se situe à environ 3 kilomètres au nord-ouest de Nowy Tomyśl (siège de la gmina et du powiat) et à 55 kilomètres à l'ouest de Poznań (capitale régionale).

## Histoire
De 1975 à 1998, le village faisait partie du territoire de la voïvodie de Poznań.

Depuis 1999, Glinno est situé dans la voïvodie de Grande-Pologne.
Le village possède une population de 1 158 habitants en 2014.